# Wuzhizhou
Wuzhizhou (chinesisch 蜈支洲岛, Pinyin Wúzhīzhōu Dǎo) ist eine kleine Insel im Süden von China und gehört zur Provinz Hainan. Sie befindet sich 3 km südöstlich der Hauptinsel von Hainan und 30 km von der Stadt Sanya entfernt.
Die Insel hat eine Fläche von 1,48 km² und eine Küstenlänge von 5,7 km. Der höchste Berg in der Mitte der Insel erhebt sich bis zu 79 m über dem Meer.
Wuzhizhou ist touristisch erschlossen und bekannt als Bade- und Erlebnisort. Viele Reisende kommen dorthin zum Bootfahren und zum Tauchen.